# Vot de protest
Un vot de protest (cunoscut și ca vot nul, vot anulat sau vot alb) este un vot exprimat în alegerile politice pentru a demonstra nesatisfacția, opoziția sau fronda alegătorului cu privire la alegerea candidaților, partidelor, ori alianțelor electorale sau refuzul sistemului politic premergător alegerilor propriu-zise. În acest ultim caz, votul de protest poate deveni un vot valid, dar în loc de a vota pentru candidații de masă, votul este în favoarea unui candidat minoritar. Se poate considera un buletin de vot ca fiind vot nul sau anulat atunci când ștampila de vot este pusă în spațiul alb, dintre pătratele aferente candidaților sau în afara patrulaterului cu dreptunghiuri aferente candidaților. Împreună cu abținerea, care este simplul fapt de a nu vota, votul de protest este adesea considerat ca fiind un semn clar al lipsei de participare civică în cadrul democrației reprezentative, conform unora. Pe de altă parte, este o opțiune legitimă și democratică pentru un votant care decide astfel, considerând că nu este reprezentat de niciun politician sau partid politic, de aici un oarecare paradox politic. Astfel, în lipsa unei clase politice competente sau a unor alegeri politice viabile, cetățenii nu pot fi blamați pentru că nu se prezintă la vot, mai ales dacă procesul de votare într-un anumit stat nu este unul obligatoriu. Votul nul nu intră în calculul voturilor valabil exprimate.

## Forme posibile ale votului de protest
Cel mai adesea, alegătorii strică buletinul de vot făcându-l nevalid prin bifarea în pătrate pentru candidați. Unele metode de distrugere sunt destul de originale: în buletinele de vot se scriu mesaje de nemulțumire, se desenează caricaturi, se introduc politicieni populari din țările vecine sau eroi de povești.
Votul de protest poate lua forme diferite, spre exemplu:
- Vot pentru un candidat neeligibil.
- Lipsa bifei pe buletinul de vot (i.e., votul alb).
- Selectarea opțiunilor „nici un candidat” sau „vot alb”, dacă există.

Interpretările fiecărei metode menționate mai sus variază.

## Vot de protest și abținerea
Abținerea poate fi un tip de vot de protest atunci când nu este numai rezultatul apatiei sau al indiferenței față de politică. În sistemele în care votarea este obligatorie, abținerea poate fi un act de dezamăgire politică. Mișcarea anarhistă respinge democrația reprezentativă în favoarea unei forme mai directe de guvernare și a cerut istoric ca abținerea să fie o formă de protest. Voturile de proteste active, fie prin buletine de voturi ratate sau goale, tind să comunice nemulțumirea mai eficient decât abținerea.
Abținerea mărește proporția de voturi pentru cel mai popular candidat sau partid, în timp ce folosirea unui vot de protest împotriva candidatului sau partidului popular poate reduce marja de victorie. Reducerea marjei poate duce la un parlament suspendat sau o diferență mai mică între partidele guvernamentale, limitând astfel șansa ca un singur partid să aibă control asupra sistemului.